# 맨 (가수)
맨 (Mann, 본명: Dijon Thames Shariff, 1991년 7월 17일 ~ )는 미국의 힙합 가수이다. 50 센트, 제이슨 데룰로 등 유명힌 가수들과 작업한 적이 있다.